# Fouchères (Yonne)
Fouchères ist eine französische Gemeinde mit 460 Einwohnern (Stand: 1. Januar 2022) im Département Yonne in der Region Bourgogne-Franche-Comté (vor 2016 Bourgogne). Fouchères gehört zum Arrondissement Sens und zum Kanton Gâtinais en Bourgogne (bis 2015 Chéroy). Die Einwohner werden Folchériens genannt.

## Geographie
Fouchères liegt etwa elf Kilometer westsüdwestlich des Stadtzentrums von Sens. Umgeben wird Fouchères von den Nachbargemeinden Villebougis im Norden, Villeroy im Osten, Subligny im Südosten, Villeneuve-la-Dondagre im Süden sowie Saint-Valérien im Westen und Südwesten.

## Bevölkerungsentwicklung
| Jahr                       | 1881 | 1962 | 1968 | 1975 | 1982 | 1990 | 1999 | 2006 | 2013 |
| Einwohner                  | 371  | 314  | 270  | 230  | 353  | 375  | 398  | 396  | 429  |
| Quellen: Cassini und INSEE |      |      |      |      |      |      |      |      |      |

## Sehenswürdigkeiten

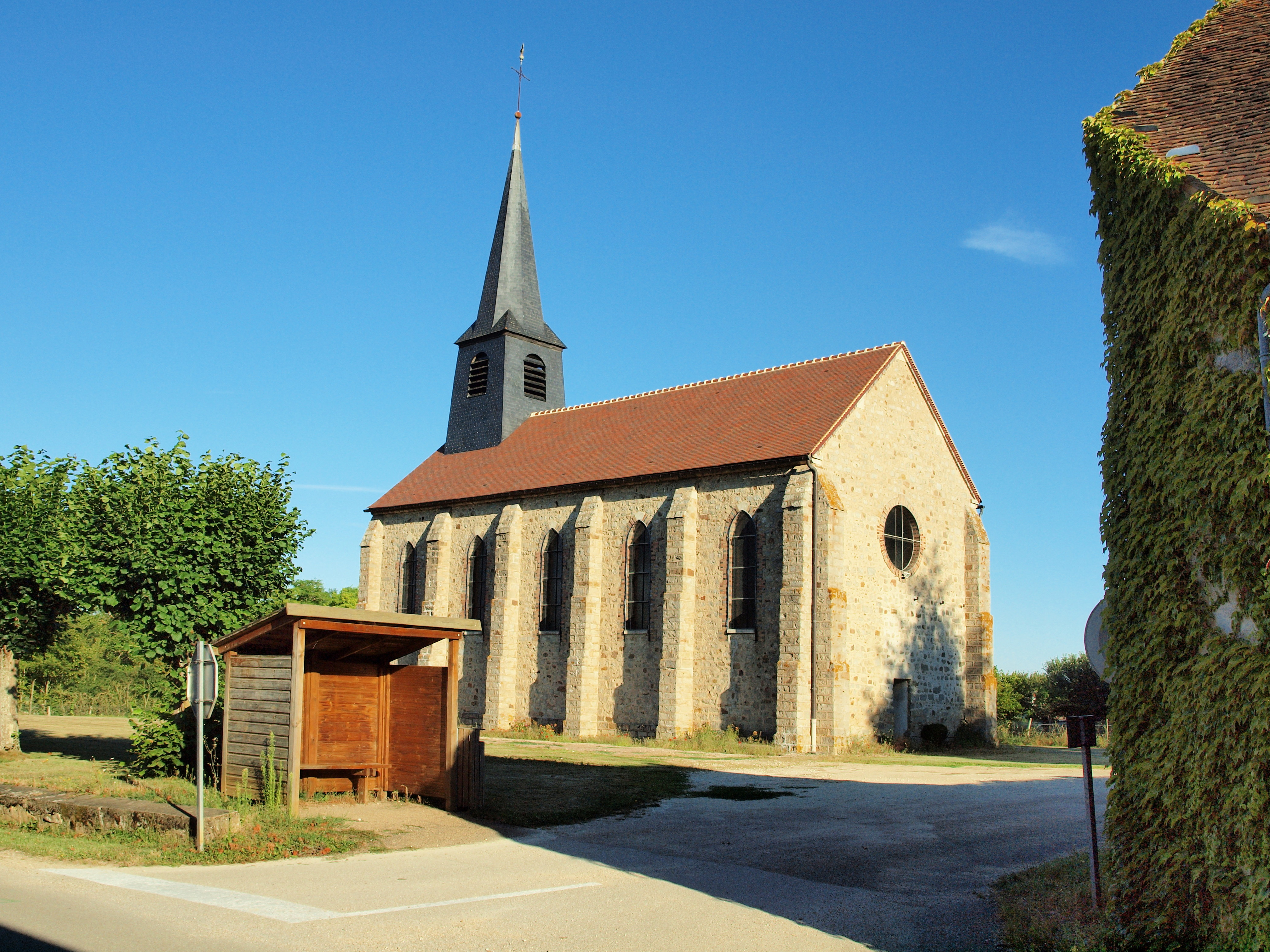
Kirche Saint-Étienne

- Kirche Saint-Étienne aus dem 12. Jahrhundert